# 실사구시
실사구시(實事求是)는 한서에 처음 등장하는, 역사적으로 확립된 한자성어의 하나이다. 처음에는 학업과 연구에 대한 태도를 기술하였다.

## 조선 문화
실사구시는 조선시대의 실학파에 많은 영향을 미쳤다.

## 현대 중국 문화
실사구시라는 슬로건은 마오쩌둥 사상의 주된 요소가 되었으며, 1938년 실용주의를 참조하여 중국공산당 제6차 전국대표대회에서 마오쩌둥이 처음 인용하였다. 마오쩌둥은 그의 모교 후난성 제1사범학교의 글귀 가운데 실사구시를 상기한 것으로 추정된다. 1978년을 기점으로 이 용어는 덩샤오핑에 의해 중국 특색 사회주의의 핵심 사상으로 발전시켰으며, 그 뒤 경제와 정치 개혁에 적용하였다.